# چشمان جولیا
چشمان خولیا (به اسپانیایی: Los ojos de Julia‎) یک فیلم تریلر ترسناک اسپانیایی ساخته سال ۲۰۱۰ به کارگردانی گی‌یم مورالس است که توسط مورالس و اوریول پائولو نوشته شده‌است. این فیلم توسط گی‌یرمو دل تورو، خواکین پادرو و مار تارگارونا تولید شده‌است.

## بازیگران
- بلن روئدا در نقش خولیا لوین / سارا
- لوئیس امار در نقش آیزاک
- فرانسزگ اوریا در نقش بازرس دیماس
- پابلو درکی در نقش آنگل
- خولیا گوتیه‌رس کابا در نقش سولداد
- دانیل گروو در نقش دکتر رومان
- بوریس رویز در نقش بلاسکو
- جو دالمائو در نقش کرسپولو
- آندره هرماوسا در نقش لوا بلاسکو
- کارلوس فابرگا در نقش معاون بازرس
- دانی کدینا در نقش ایوان
- کلارا سگورا در نقش مینا
- لورا باربا در نقش دلا